# NieAngieły
NieAngieły (ros. неАнгелы), znany także jako NuAngels – ukraiński duet muzyczny utworzony w 2006 przez producenta Jurija Nikitina. Zespół tworzą Oksana „Sława” Kamińska (ukr. Оксана „Слава” Камінська, ur. 16 lipca 1984 w Odessie) i Tetiana „Wiktorija” Smejucha (ukr. Тетяна „Вікторія” Смеюха, ur. 13 grudnia 1985 w Charkowie).

## Dyskografia

### Albumy studyjne
- Nomer odin[1] (2006)
- Roman[2] (2013)
- Serdce[3] (2016)

### Albumy kompilacyjne
- Best of...[4] (2015)